# Jarkowo (Tjumen)
Jarkowo (russisch Ярко́во) ist ein Dorf (selo) in der Oblast Tjumen in Russland mit 7017 Einwohnern (Stand 14. Oktober 2010).

## Geographie
Der Ort liegt knapp 100 km Luftlinie ostnordöstlich des Oblastverwaltungszentrums Tjumen im Westsibirischen Tiefland. Er befindet sich am linken Ufer des Tobol, gut 20 km Luftlinie unterhalb der Einmündung der Tura.
Jarkowo ist Verwaltungszentrum des Rajons Jarkowski sowie Sitz der Landgemeinde Jarkowskoje selskoje posselenije, zu der außerdem die Siedlungen Mostowoi (7 km südwestlich) und Swetloosjorski (2 km südwestlich) sowie das Dorf Juschakowo (direkt südlich anschließend) gehören.

## Geschichte
Das Dorf ging aus einer Pferdewechselstation hervor, die unter Zar Michail Fjodorowitsch (1596–1645) an der Straße nach Tobolsk („Tobolsker Trakt“) eingerichtet wurde. Es wurde auch als Jarkowskoje bezeichnet. Am 17. Juni 1925 wurde das Dorf Verwaltungssitz eines nach ihm benannten Rajons.

### Bevölkerungsentwicklung
| Jahr | Einwohner |
| ---- | --------- |
| 1939 | 1514      |
| 1959 | 2468      |
| 1970 | 3206      |
| 1979 | 4425      |
| 1989 | 5626      |
| 2002 | 6969      |
| 2010 | 7017      |

Anmerkung: Volkszählungsdaten

## Verkehr
Jarkowo liegt an der föderalen Fernstraße R404, die Tjumen über Tobolsk mit den Großstädten Surgut und Nischnewartowsk im Autonomen Kreis der Chanten und Mansen/Jugra sowie über einen Abzweig mit dessen Verwaltungssitz Chanty-Mansijsk verbindet. Eine Autofähre kreuzt bei Jarkowo den Tobol, auf dessen rechter Seite dort die Regionalstraße 71A-2107 verläuft, in südlicher Richtung nach Jalutorowsk, 20 km nördlich an die R404 anschließend.
Die nächstgelegene Bahnstation ist Abajewski etwa 20 km nordwestlich von Jarkowo an der Strecke Tjumen – Surgut – Nowy Urengoi.

## Persönlichkeiten
- Fanil Sungatulin (* 2001), Fußballspieler